# Nokere Koerse 2011
La Nokere Koerse 2011, sessantaseiesima edizione della corsa, valida come evento dell'UCI Europe Tour 2011 categoria 1.1, si svolse il 16 marzo 2011 per un percorso di 195,9 km. Fu vinta dal belga Gert Steegmans, che giunse al traguardo in 4h42'16"
Furono 149 in totale i ciclisti che tagliarono il traguardo.

## Squadre partecipanti
| N.      | Cod. | Squadra                     |
| ------- | ---- | --------------------------- |
| 1-8     | COF  | Cofidis, le Crédit en Ligne |
| 11-18   | THR  | HTC-Highroad                |
| 21-28   | KAT  | Katusha Team                |
| 31-38   | OLO  | Omega Pharma-Lotto          |
| 41-48   | QST  | Quickstep Cycling Team      |
| 51-58   | RAB  | Rabobank Cycling Team       |
| 61-68   | VCD  | Vacansoleil-DCM             |
| 71-78   | CCC  | CCC-Polsat-Polkowice        |
| 81-88   | FDJ  | FDJ                         |
| 91-98   | LAN  | Landbouwkrediet             |
| 101-108 | SAU  | Saur-Sojasun                |
| 111-118 | SKS  | Skil-Shimano                |
| 121-128 | APP  | Team NetApp                 |

| N.      | Cod. | Squadra                     |
| ------- | ---- | --------------------------- |
| 131-138 | CSM  | Team SpiderTech             |
| 141-148 | TT1  | Team Type 1-Sanofi Aventis  |
| 151-158 | TSV  | Topsport Vlaanderen         |
| 161-168 | VWA  | Veranda's Willems           |
| 171-178 | DLV  | Jong Vlaanderen-Bauknecht   |
| 181-188 | SKT  | An Post-Sean Kelly Team     |
| 191-198 | CMD  | Colba-Mercury               |
| 201-208 | QCT  | Donckers Koffie-Jelly Belly |
| 211-218 | WBC  | Wallonie Bruxelles-C.A.     |
| 221-228 | TSP  | Nutrixxion-Sparkasse        |
| 231-238 | CCD  | Team Differdange            |
| 241-248 | TRS  | Team Eddy Merckx            |

## Ordine d'arrivo (Top 10)
| Pos. | Corridore         | Squadra         | Tempo    |
| ---- | ----------------- | --------------- | -------- |
| 1    | Gert Steegmans    | Quickstep       | 4h42'16" |
| 2    | Stefan van Dijk   | Veranda's Wil.  | s.t.     |
| 3    | Graeme Brown      | Rabobank        | s.t.     |
| 4    | Jens Keukeleire   | Cofidis         | s.t.     |
| 5    | Jaŭhen Hutarovič  | FDJ             | s.t.     |
| 6    | Benjamin Verraes  | Jong Vlaan.     | s.t.     |
| 7    | Stéphane Poulhies | Saur-Sojasun    | s.t.     |
| 8    | Kevin Lacombe     | SpiderTech      | s.t.     |
| 9    | Bobbie Traksel    | Landbouwkrediet | s.t.     |
| 10   | Frédéric Amorison | Landbouwkrediet | s.t.     |